# Anomalochrysa sylvicola
Anomalochrysa sylvicola är en insektsart som beskrevs av Perkins in Sharp 1899. Anomalochrysa sylvicola ingår i släktet Anomalochrysa och familjen guldögonsländor. Inga underarter finns listade i Catalogue of Life.